# Adams County (Washington)
Adams County je okres ve státě Washington ve Spojených státech amerických. K roku 2010 zde žilo 18 728 obyvatel. Správním městem okresu je Ritzville. Celková rozloha okresu činí 4 999 km². Vznikl odtržením od okresu Whitman County.